# Renault RE40
Chronologie des modèles (1983)
Renault RE30C Renault RE50
La Renault RE40 est une monoplace de Formule 1 conçue par Renault Sport dans le cadre du championnat du monde de Formule 1 1983. La RE40 succède à la Renault RE30C qui a disputé les deux premiers Grands Prix de la saison. Le Français Alain Prost et l'Américain Eddie Cheever en étaient les pilotes.
À la fin de la saison 1982, l'effet de sol est interdit et la voiture est construite avec un fond plat. Ce châssis est le premier châssis Renault entièrement en fibre de carbone et sa fabrication a été confiée à la firme Hurel-Dubois, une société aéronautique française. Seul le nez (« crash box ») est en aluminium pour faciliter les réparations en cas d'accident sans gravité. La surface des ailerons est agrandie pour un meilleur appui aérodynamique.
Le moteur est toujours le Renault Gordini EF1 V6 turbo 1,5 litre, développant 650 chevaux.

## Résultats en championnat du monde de Formule 1

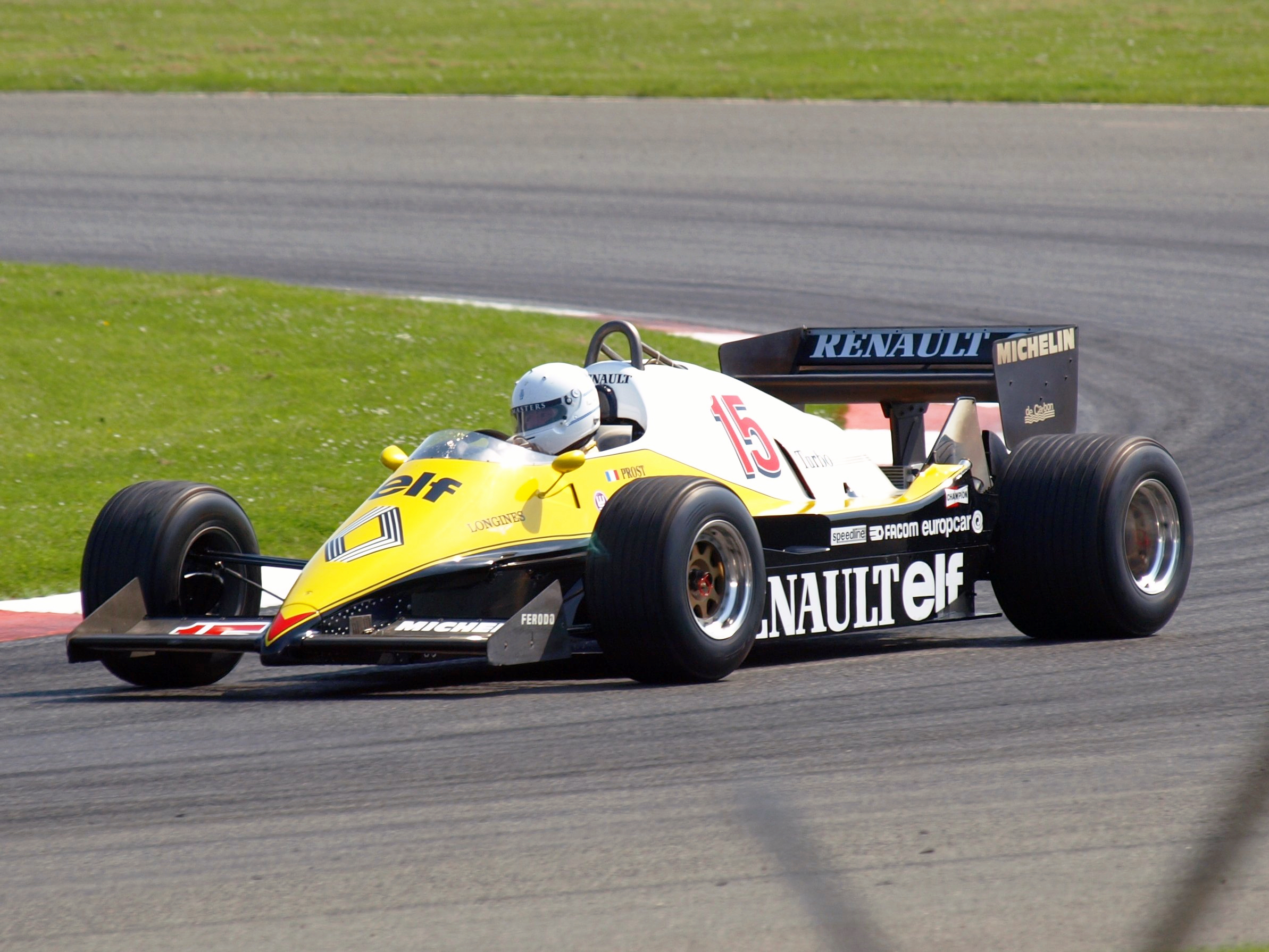
La Renault RE40 en démonstration avec René Arnoux au volant.

| Saison | Écurie             | Moteur         | Pneus    | Pilotes       | Courses | Courses | Courses | Courses | Courses | Courses | Courses | Courses | Courses | Courses | Courses | Courses | Courses | Courses | Courses | Points inscrits | Classement |
| Saison | Écurie             | Moteur         | Pneus    | Pilotes       | 1       | 2       | 3       | 4       | 5       | 6       | 7       | 8       | 9       | 10      | 11      | 12      | 13      | 14      | 15      | Points inscrits | Classement |
| ------ | ------------------ | -------------- | -------- | ------------- | ------- | ------- | ------- | ------- | ------- | ------- | ------- | ------- | ------- | ------- | ------- | ------- | ------- | ------- | ------- | --------------- | ---------- |
| 1983   | Équipe Renault Elf | Renault EF1 V6 | Michelin |               | BRÉ     | EUO     | FRA     | SMR     | MON     | BEL     | EUE     | CAN     | GBR     | ALL     | AUT     | P-B     | ITA     | EUR     | AFS     | 79              | 2e         |
| 1983   | Équipe Renault Elf | Renault EF1 V6 | Michelin | Alain Prost   |         | 11e     | 1er     | 2e      | 3e      | 1er     | 8e      | 5e      | 1er     | 4e      | 1er     | Abd     | Abd     | 2e      | Abd     | 79              | 2e         |
| 1983   | Équipe Renault Elf | Renault EF1 V6 | Michelin | Eddie Cheever |         |         | 3e      | Abd     | Abd     | 3e      | Abd     | 2e      | Abd     | Abd     | 4e      | Abd     | 3e      | 10e     | 6e      | 79              | 2e         |

Légende : ici 